# Kvartal
Kvartal af middelalderlatin quartale anni = "fjerdedelen af året" og deraf en tidsperiode på 3 måneder. Et år opdeles således i 4 kvartaler. En ældre dansk betegnelse for et kvartal er et fjerdingår (en fjerding er en "fjerdedel").
Et kvartal består normalt af 13 uger, idet et ikke skudår består af 52 uger og 1 dag.

## Årets fire kvartaler
- 1. kvartal: Januar, februar, marts
- 2. kvartal: April, maj, juni
- 3. kvartal: Juli, august, september
- 4. kvartal: Oktober, november, december